# Lou Takes Off
| Recensione | Giudizio |
| ---------- | -------- |
| AllMusic   | [ 1 ]    |

Lou Takes Off è un album musicale di Lou Donaldson pubblicato dalla Blue Note Records nel luglio del 1958.

## Tracce
Lato A
1. Sputnik – 10:02 (Lou Donaldson)
2. Dewey Square – 7:16 (Charlie Parker)

Lato B
1. Strollin' In – 14:31 (Lou Donaldson)
2. Groovin' High – 6:23 (Dizzy Gillespie)

## Musicisti
- Lou Donaldson - sassofono alto
- Donald Byrd - tromba
- Sonny Clark - pianoforte
- Curtis Fuller - trombone
- George Joyner - contrabbasso
- Art Taylor - batteria